# الجرافي (حبيش)

تعديل مصدري - تعديل

الجرافي محلة تابعة لقرية حماحم، التابعة لعزلة كومان بمديرية حبيش إحدى مديريات محافظة إب في الجمهورية اليمنية، بلغ تعداد سكانها 148 حسب تعداد اليمن لعام 2004.